# ルシアノ・アスレイ・ロシャ・カルロス
ルシアノ・アスレイ・ロシャ・カルロス（Luciano Asley Rocha Carlos、1977年6月19日 - ）はブラジルの元サッカー選手。日本での活動で知られ、日本での登録名はルシアノ。ポジションはFW/MF。

## 経歴
2000年に来日し、5月に途中退団したヴァルディネイに替わってJ2・大分トリニータに加入。加入早々にレギュラーポジションを確保するが、後にベンチメンバーとなり7試合の出場にとどまり、同年7月、J2・サガン鳥栖に期限付き移籍、最終節・浦和戦では古巣・大分とJ1昇格を争う相手に対し一時同点に追いつくゴールを挙げるなど、シーズンで15試合9得点と結果を残す。
鳥栖とはシーズン終了後に契約満了となり、2001年はシーズン当初所属クラブがない状態が続いたが、8月に大分トリニータに再加入。しかし、9試合のみの出場にとどまり、同年シーズン終了後に契約満了となった。

## 個人成績
| 国内大会個人成績 | 国内大会個人成績 | 国内大会個人成績 | 国内大会個人成績 | 国内大会個人成績 | 国内大会個人成績 | 国内大会個人成績 | 国内大会個人成績  | 国内大会個人成績 | 国内大会個人成績 | 国内大会個人成績 | 国内大会個人成績 |
| 年度             | クラブ           | 背番号           | リーグ           | リーグ戦         | リーグ戦         | リーグ杯         | リーグ杯          | オープン杯       | オープン杯       | 期間通算         | 期間通算         |
| 年度             | クラブ           | 背番号           | リーグ           | 出場             | 得点             | 出場             | 得点              | 出場             | 得点             | 出場             | 得点             |
| 日本             | 日本             | 日本             | 日本             | リーグ戦         | リーグ戦         | リーグ杯         | リーグ杯          | 天皇杯           | 天皇杯           | 期間通算         | 期間通算         |
| ---------------- | ---------------- | ---------------- | ---------------- | ---------------- | ---------------- | ---------------- | ----------------- | ---------------- | ---------------- | ---------------- | ---------------- |
| 2000             | 大分             | 9                | J2               | 7                | 1                | 0                | 0                 | -                | -                |                  |                  |
| 2000             | 鳥栖             | 28               | J2               | 15               | 9                | -                | -                 |                  |                  |                  |                  |
| 2001             | 大分             | 28               | J2               | 9                | 1                | 0                | 0                 |                  |                  |                  |                  |
| 通算             | 日本             | 日本             | J2               | 31               | 11               | 0                | 0\|\|\|\|\|\|\|\| |                  |                  |                  |                  |
| 総通算           | 総通算           | 総通算           | 総通算           | 31               | 11               | 0                | 0\|\|\|\|\|\|\|\| |                  |                  |                  |                  |

- Jリーグ初出場：2000年5月21日・J2第14節・湘南ベルマーレ戦（平塚競技場）
- Jリーグ初ゴール：2000年6月10日・J2第18節・コンサドーレ札幌戦（札幌厚別公園競技場）